# Іванов Геннадій Михайлович
Генна́дій Миха́йлович Івано́в (19 червня 1930 — 31 травня 1992) — український радянський кіноінженер. Заслужений працівник культури УРСР (1976).

## Біографія

Могила Геннадія Іванова, Байкове кладовище

Закінчив Ленінградський інститут кіноінженерів (1955). Працював інженером-конструктором на студії «Мосфільм», головним інженером на Ялтинській кінофабриці, начальником кіновиробництва та заступником директора Київської кіностудії ім. О. П. Довженка (1963—1990).
Викладав у Київському інституті народного господарства та Київському державному інституті театрального мистецтва імені Івана Карпенка-Карого.
Нагороджений значком «Отличник кинематографии СССР». Був членом Спілки кінематографістів УРСР.
Син — кінорежисер Микита Іванов (1956—2001).
Помер на 62-му році життя 31 травня 1992 року. Похований разом з родиною на Байковому кладовищі (ділянка № 49а, 50°25′0.08″ пн. ш. 30°30′6.16″ сх. д. / 50.4166889° пн. ш. 30.5017111° сх. д.).